# Mariusz Sabiniewicz

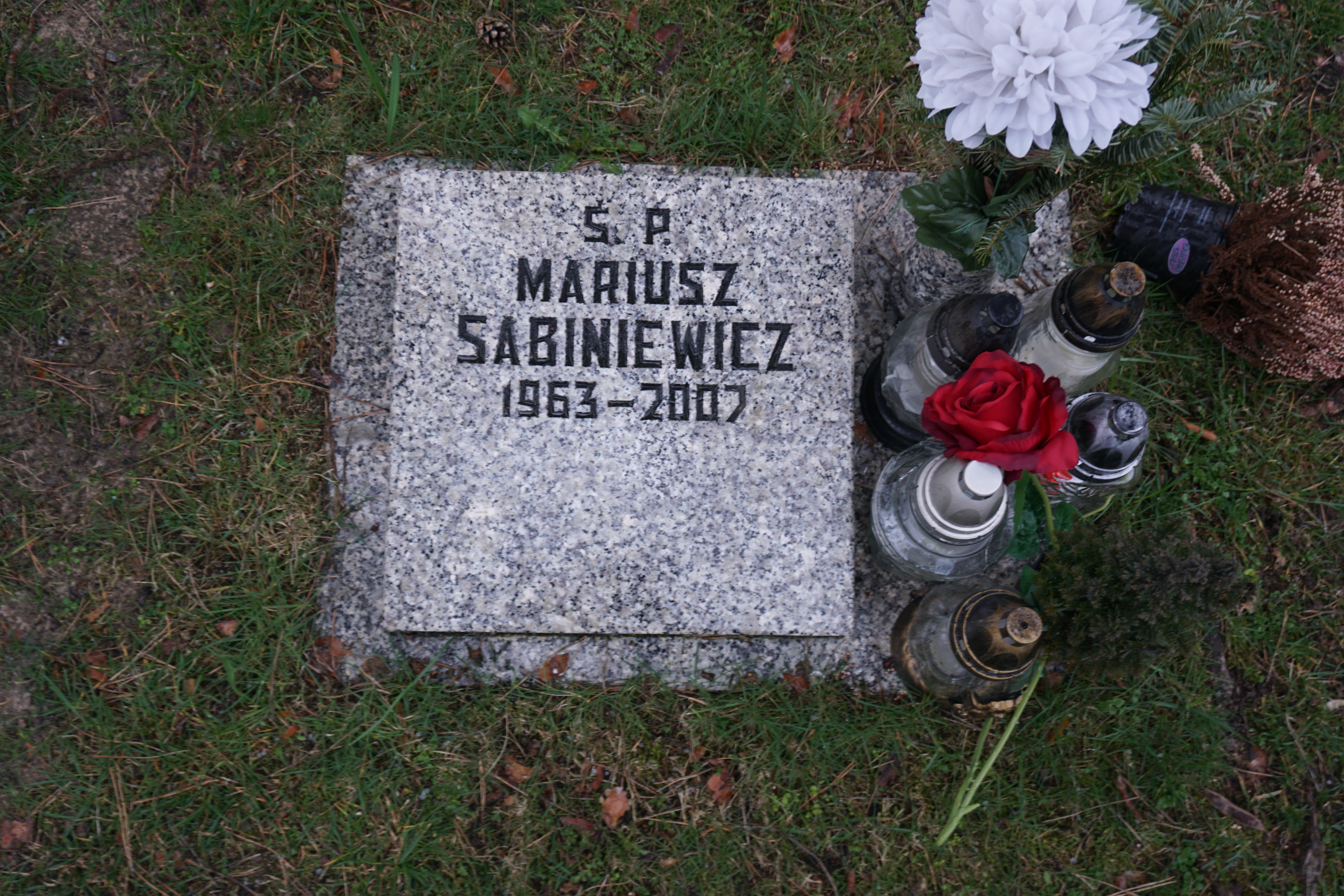
Grób Mariusza Sabiniewicza na cmentarzu Miłostowo w Poznaniu

Mariusz Sabiniewicz (ur. 21 stycznia 1963 w Poznaniu, zm. 26 kwietnia 2007 tamże) – polski aktor teatralny, telewizyjny i filmowy.

## Życiorys
Abiturient X Liceum Ogólnokształcącego im. Przemysła II w Poznaniu oraz absolwent Wydziału Aktorskiego Państwowej Wyższej Szkoły Filmowej, Telewizyjnej i Teatralnej im. Leaona Schillera w Łodzi (1986). Debiutował 13 października 1985 rolą Mariusza w Marii i Woyzecku Georga Buchnera w reżyserii Adama Hanuszkiewicza na deskach Teatru Studyjnego im. Juliana Tuwima w Łodzi.
W latach 1986–1990 był aktorem Teatru Polskiego w Poznaniu, zaś w latach 1990–2007 Teatru Nowego im. Tadeusza Łomnickiego w Poznaniu. Gościnnie związany był z Teatrem im. Cypriana Kamila Norwida w Jeleniej Górze (1998) oraz Teatrem Małych Form w Londynie (1998). Wystąpił w ponad 50 rolach teatralnych w spektaklach reżyserów, takich jak: Krzysztof Warlikowski, Janusz Wiśniewski, Krystyna Janda, Tadeusz Bradecki, Agnieszka Glińska, Piotr Kruszczyński, Robert Gliński, Krzysztof Zaleski i Eugeniusz Korin.
Był laureatem Nagrody Artystycznej im. Stanisława Wyspiańskiego za osiągnięcia aktorskie, a szczególnie za rolę Gustawa-Konrada w Dziadach Mickiewicza w Teatrze Polskim w Poznaniu (1989), tytułu Najprzyjemniejszego Aktora na VI Międzynarodowym Festiwalu Sztuk Przyjemnych i Nieprzyjemnych w Łodzi – za rolę Hrabiego Wacława w Mężu i żonie w Teatrze Nowym w Poznaniu (2000), Srebrnej Maski Loży Patronów poznańskiego Teatru Nowego (2000), Nagrody im. Romana Brandstaettera za artystyczną interpretację tekstu biblijnego i klasycznego podczas Verba Sacra (2001).
W latach 2000–2007 grał Norberta Wojciechowskiego, życiowego partnera Marty Mostowiak (Dominika Ostałowska) w serialu TVP2 M jak miłość.

## Życie prywatne
Był żonaty z Iloną Sabiniewicz, z którą miał dwoje dzieci: córkę Darię i syna Tomka.
Zmarł na raka trzustki, został pochowany na cmentarzu Miłostowo na polu urnowym.

## Filmografia
- 1988: Pogranicze w ogniu (serial) jako pracownik magazynu w Niemczech (odc. 8)
- 1988: Kosmos jako Witold (Teatr Telewizji)
- 1989: Normalne serce jako Tommy Boatwright (Teatr Telewizji)
- 1996: Deszczowy żołnierz jako mistrz ceremonii na imprezie charytatywnej[7]
- 1996: Szkoła uczuć jako Fryderyk Moreau (Teatr Telewizji)
- 1997: Boża podszewka (serial) jako Wiciuk Kamiński, kochanek Maryśki (odc. 11,12)[8]
- 1999: Na dobre i na złe (serial) jako Michał Andrzejczak
- 2000–2007: M jak miłość (serial) jako Norbert Wojciechowski
- 2004: Kryminalni (serial, odc. Pułapka) jako negocjator Zbyszek